# Susanne Nielssonová
Susanne Schultz Nielssonová (* 8. července 1960 Aarhus) je bývalá dánská plavkyně, prsařská specialistka. Byla členkou klubu Aarhus Gymnastikforening af 1880 a trénoval ji Hallbjørn Stenhaug.
Již ve dvanácti letech získala svůj první národní titul na seniorské úrovni. V roce 1975 vybojovala stříbrnou medaili na mistrovství Evropy juniorů v plavání v závodě na 200 m prsa. Byla nominována na Letní olympijské hry 1976, kde vypadla na 100 m prsa v semifinále a na 200 m prsa v rozplavbě. Z mistrovství Evropy v plavání 1977 si přivezla stříbrnou medaili ze závodu na 200 m prsa. Na mistrovství světa v plavání 1978 obsadila na stejné trati třetí místo a na konci roku vyhrála anketu BT Guld, v níž aktivní dánští sportovci volí nejlepšího ze svého středu. Na Letních olympijských hrách 1980 skončila na 100 m prsa třetí a na dvojnásobné trati byla čtvrtá. Vytvořila více než sto dánských plaveckých rekordů. Sportovní kariéru ukončila v roce 1983 a začala pracovat jako plavecká instruktorka v Grenaa.